# Ben Hollingsworth
Pour les articles homonymes, voir Hollingsworth.
Ben Hollingsworth, né Benjamin Allen Nicolas, est un acteur canadien né le 7 septembre 1984 à Brockville (Ontario).

## Biographie

### Vie privée
Il est marié depuis le 10 novembre 2012 à Nila Myers. Le couple a deux fils : Hemingway Nash (né le 3 juillet 2016) et Gatsby Willem (né le 16 mars 2018) et une fille : Juniper Bloom (née le 15 octobre 2020).

## Filmographie
- 2003 : The Music Man : Honey Moon Couple
- 2007 : Mayday : Alerte maximum : Julien Legalle
- 2007 : Trapped : Roy Hartley
- 2007 : Un gars, une fille : Justin
- 2008 : Heartland : Sam
- 2008 : Degrassi : La Nouvelle Génération : Devon
- 2008 : La Passion de la glace : Jason Bright
- 2008 : A Flesh Offering : Ben Ratner
- 2009 : The Line : Evan
- 2009 : The Beautiful Life : Chris Andrews
- 2009 : La Famille Jones : Mick Jones
- 2011 : Suits : Kyle Durant (saison 1, épisodes 7, 11)
- 2011 : Les Experts : Miami : Jason Huntsman (saison 10, épisode 7)
- 2012 : Once Upon a Time : Quinn (saison 2, épisode 7)
- 2013 : Un Noël tous ensemble (Coming Home For Christmas) : Mike
- 2014 : Une virée en enfer 3 (Joy Ride 3: Road Kill) : Mickey Cole
- 2014 : Un fan inquiétant : Curtis Flemming
- 2014 : Ma vie rêvée ! : Jonah
- 2015 - 2018 : Code Black : Mario Savetti (47 épisodes)
- 2017 : L' amour ne s'achète pas : Jeff Alexander
- Depuis 2019 : Virgin River : Dan Brady
- 2020 : Le fabuleux destin de Noël : Jack
- 2022 : A Splash of Love : Ben
- 2022 : Romance In Style :
- 2024 : An Easter Bloom : Derrick